# Escut de la Vilavella
L'escut oficial de la Vilavella té el següent blasonament:
| « | Escut quadrilong de punta redona, truncat i migpartit. Al primer quarter, losanjat d'or i de gules. Al segon quarter, en camp d'atzur, una font d'argent. Al tercer quarter, en camp d'argent, dues sagetes de sable creuades i, ressaltant, una palma de sinople. Per timbre, una corona reial oberta. | » |

## Història
Resolució del 19 de juny de 1998, del conseller de Presidència, publicada al DOGV núm. 3.304, del 10 d'agost de 1998.
A la primera partició hi figuren les armes dels Centelles, marquesos de Nules i senyors del castell de la localitat. A la segona partició, una evocació de la Font Calda, brollador d'aigües termals característic de la vila. Finalment, la tercera partició porta l'emblema del martiri de sant Sebastià, el patró local.